# Орленд (Калифорния)
Орленд (англ. Orland) — крупнейший город в округе Гленн в штате Калифорния в Соединённых Штатах Америки.
Согласно результатам переписи населения США, проведённой в 2020 году, число жителей города составляло 8298 человек, что, для такого небольшого населённого пункта, существенно больше (+ 13,8%), чем было во время предыдущей переписи прошедшей в 2010 году (7291 человек).

## География

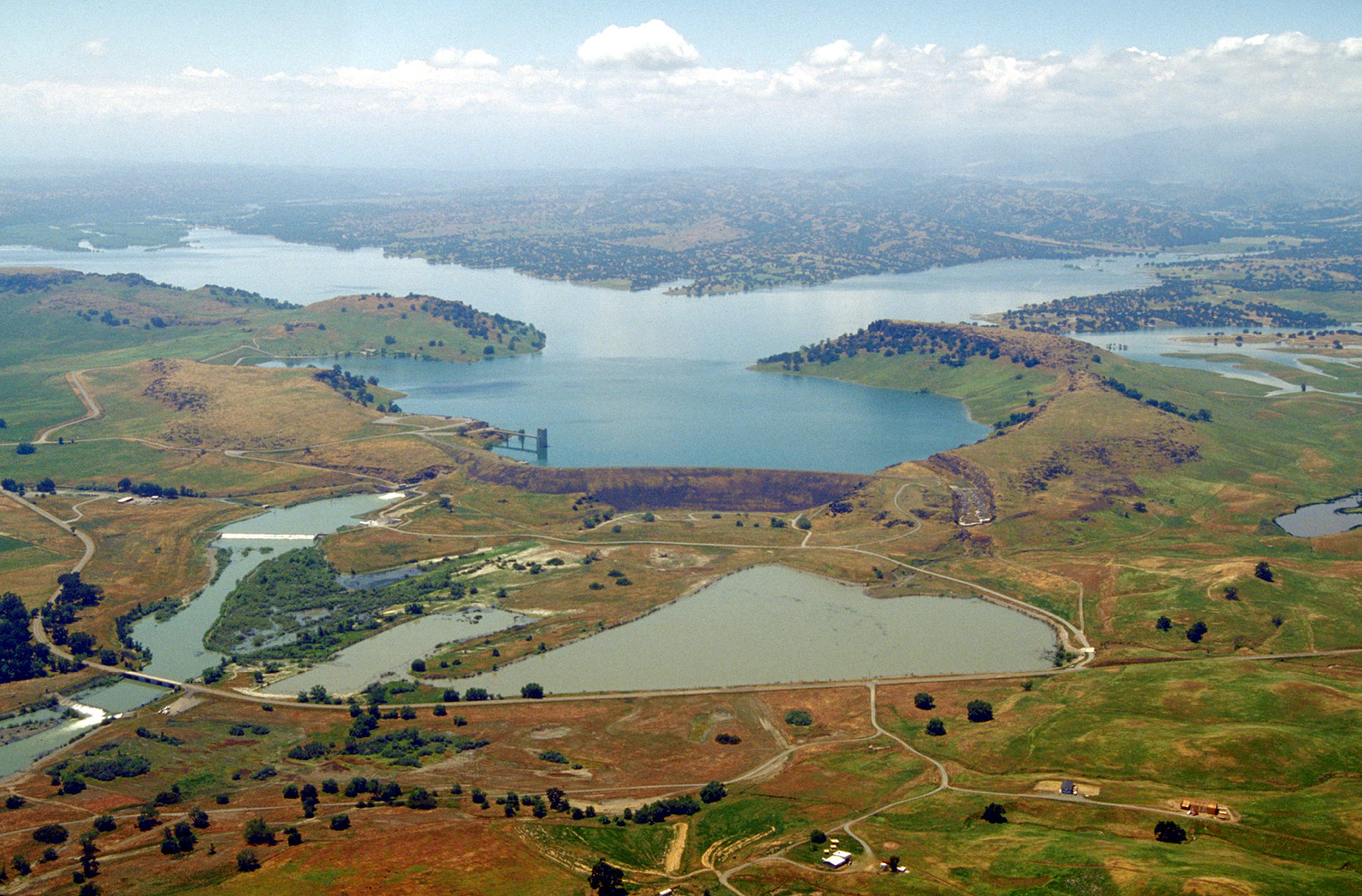
Блэк-Бьютт-Лэйк

Согласно данным Бюро переписи населения США, общая площадь города составляет 3 квадратных мили (7,8 км2) и вся эта территория представляет собой сушу.
Орланд расположен в 16 милях (26 км) к северу от столицы округа, на высоте 259 футов (79 метров).
Река Сакраменто протекает в 10 милях (16 км) к востоку от Орланда, а озеро Блэк-Бьютт-Лэйк находится в 8 милях (13 км) к западу.

## Климат
Согласно данным представленным Национальной метеорологической службой США, по системе классификации климатов Кёппена, в Орланде теплый летний средиземноморский климат, который на климатических картах сокращённо обозначается аббревиатурой «Csa».

## История
Поселение было основано в XIX веке, но получило своё нынешнее название только 1908 году в честь одного из первых ирригационных проектов недавно сформированного Бюро мелиорации США, проекта «Orland», санкционированного Законом о мелиорации Ньюлендса. 

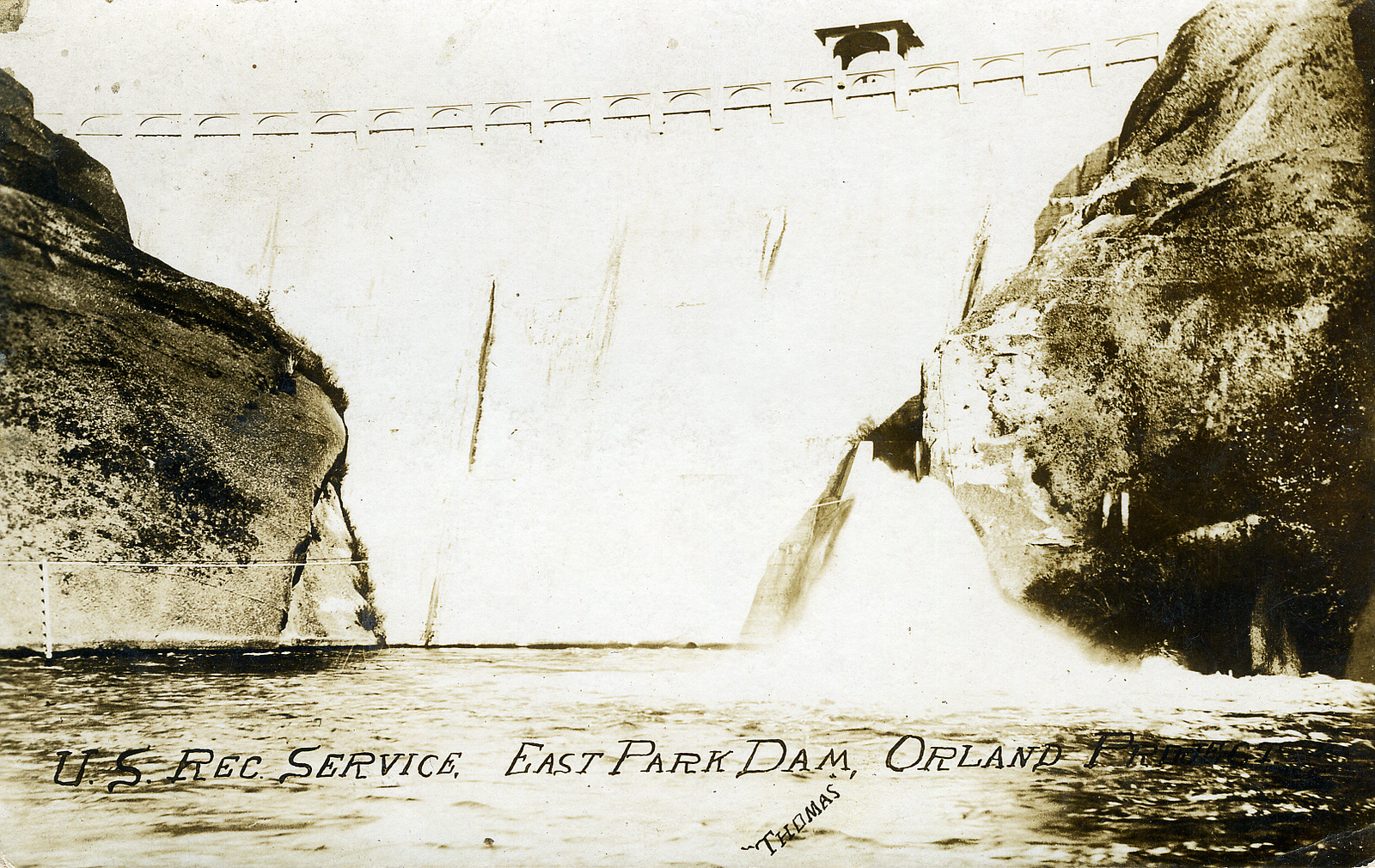
Плотина Ист-Парк (плотина)

Благодаря проекту «Орленд», плотина Ист-Парк построенная в 1910 году и другие плотины в этом районе по-прежнему обеспечивают водой для орошения сельскохозяйственные угодья.
11 ноября 1909 года поселение было инкорпорировано и включено в реестр штата Калифорния, благодаря чему некорпоративное сообщество  официально получило статус города («Сity of» / «Town of»).
Первое отделение Почтовой службы США открылось в Орленде в 1916 году.

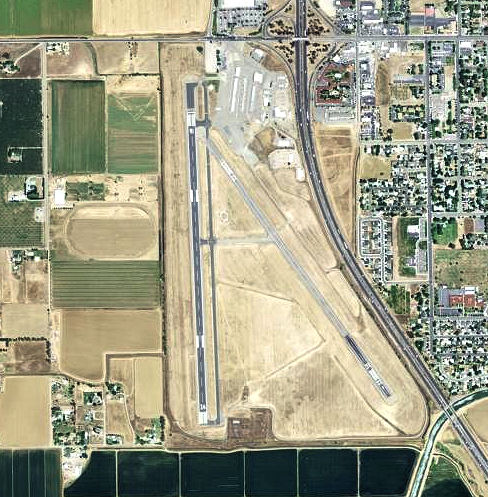
Аэропорт Уиллоус-Гленн

Во время Второй мировой войны Орланд был выбран командованием армии США в качестве места для аэродрома, который использовался для обучения пилотов. Построенный из большого квадрата толстого железобетона, большая часть аэродрома теперь является гражданским аэропортом, управляемым округом Гленн.
Орланд носит неофициальный титул «Столица пчелиных королев Северной Америки» благодаря своему мощному местному и региональному производству пчелиных маток как части сельскохозяйственной продукции округа. Ежегодно в июне в городе проходит фестиваль пчелиных королев, а в октябре OktoBEEfest.
С момента основания население города довольно уверенно росло почти каждое десятилетие (не изменилось только в 1900-е) со скоростью достигающей 89,2% (1910-е); единственный раз, когда число горожан снизилось пришёлся на 1920-е — время великой депрессии (− 24,5%).